# Saint-Victor (Dordoña)
 Saint-Victor  (en occitano Sent Victor) es una población y comuna francesa, situada en la región de Aquitania, departamento de Dordoña, en el distrito de Périgueux y cantón de Montagrier.

## Demografía
| 382                       | 396 | 416 | 322 | 366 | 385 | 379 | 398 | 397 | 367 | 363 | 312 | 303 | 304 | 306 | 287 | 274 | 277 | 264 | 274 | 256 | 244 | 237 | 210 | 197 | 169 | 145 | 145 | 137 | 124 | 134 | 157 | 190 | 197 |
| (Fuente: INSEE y Cassini) |     |     |     |     |     |     |     |     |     |     |     |     |     |     |     |     |     |     |     |     |     |     |     |     |     |     |     |     |     |     |     |     |     |